# Адміністративний устрій Одеської області
Адміністративно-територіальний поділ Одеської області

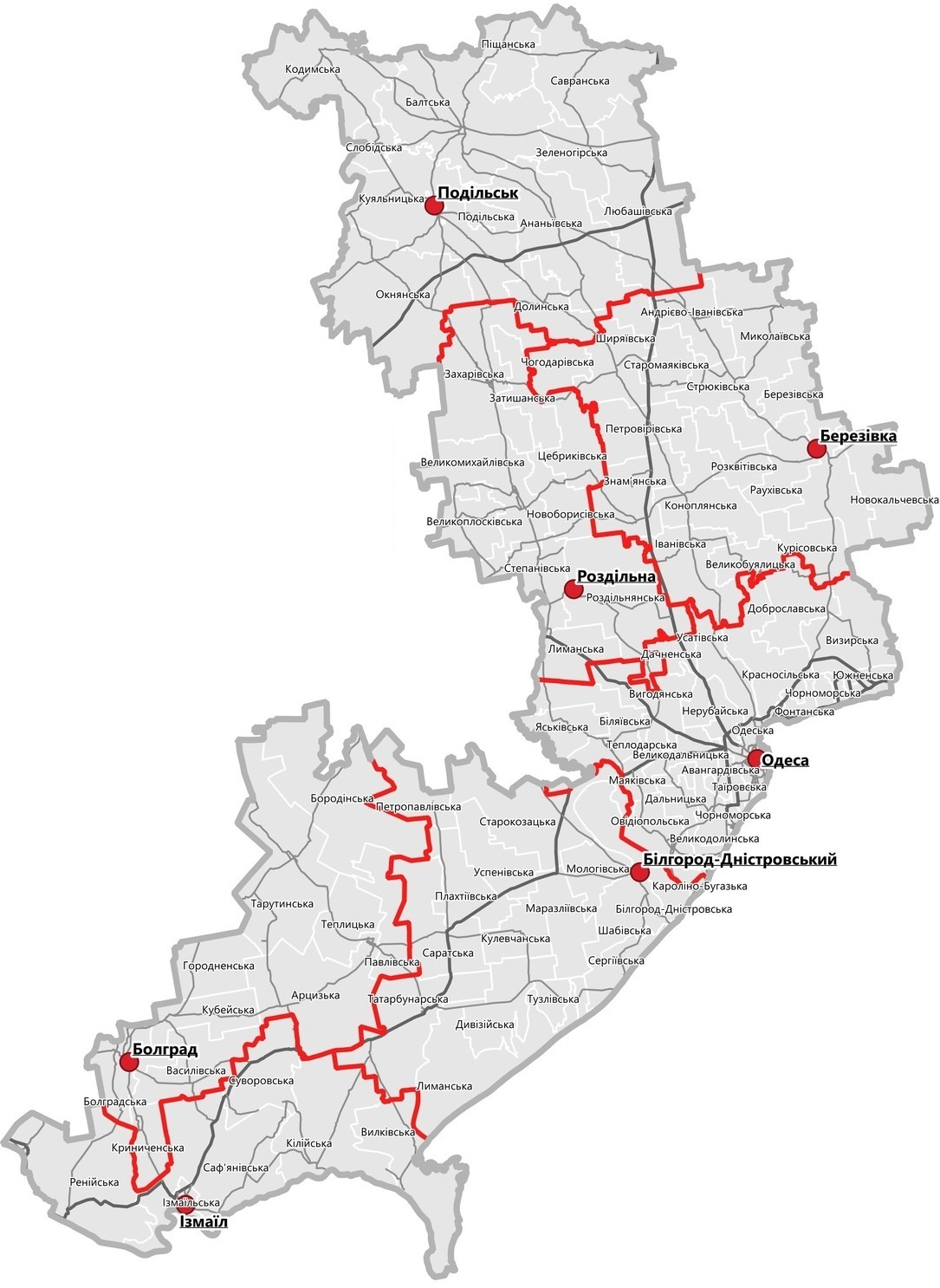
Карта Одеської області

Одеська область має площу 33 310 км2, населення станом на 1 січня 2021 року становило 2 368 107 мешканців. Складається з 91 територіальної громади, які входять до складу 7 районів. Область було утворено у складі УСРР 27 лютого 1932 року.
Адміністративний центр — м. Одеса.

## Загальні відомості
У рамках реформи децентралізації у 2020 році змінився адміністративно-територіальний поділ області. Так замість 490 сільських, селищних і міських рад у травні-червні визначили 91 територіальну громаду, а 17 липня замість 26 ліквідованих районів — 7 нових районів.
Число адміністративно-територіальних одиниць станом на 1 січня 2021 року:
- районів — 7
- міст — 19
- районів у містах — 4
- селищ міського типу — 33
- населених пунктів — 1174 (міських — 52, сільських — 1122, у т.ч. селищ — 23)

громади:
- міські — 19
- селищні — 25
- сільські — 47

ради:
- районні — 7
- міські ради територіальних громад — 19
- селищні ради територіальних громад — 25
- сільські ради територіальних громад — 47

| № | Назва району                 | Площа району, км² | Населення, осіб | Щільність населення, осіб/км² | Населені пункти | Населені пункти | Населені пункти | Населені пункти | Населені пункти | Територіальні громади | Територіальні громади | Територіальні громади | Територіальні громади | Адм. устрій |
| № | Назва району                 | Площа району, км² | Населення, осіб | Щільність населення, осіб/км² | міста           | смт             | села            | с-ща            | Всього          | К-ть громад           | міські                | селищні               | сільські              | Адм. устрій |
| - | ---------------------------- | ----------------- | --------------- | ----------------------------- | --------------- | --------------- | --------------- | --------------- | --------------- | --------------------- | --------------------- | --------------------- | --------------------- | ----------- |
| 1 | Березівський район           | 5551,6            | 109402          | 19,71                         | 1               | 6               | 219             | 0               | 226             | 16                    | 1                     | 4                     | 11                    | Адм. устрій |
| 2 | Білгород-Дністровський район | 5220,6            | 201396          | 38,57                         | 2               | 3               | 127             | 2               | 134             | 16                    | 2                     | 2                     | 12                    | Адм. устрій |
| 3 | Болградський район           | 4559,4            | 148978          | 32,67                         | 2               | 4               | 92              | 1               | 99              | 10                    | 2                     | 2                     | 6                     | Адм. устрій |
| 4 | Ізмаїльський район           | 3434,4            | 215113          | 62,63                         | 4               | 1               | 45              | 2               | 52              | 6                     | 4                     | 1                     | 1                     | Адм. устрій |
| 5 | Одеський район               | 3922,8            | 1375838         | 376,36                        | 5               | 9               | 130             | 11              | 155             | 22                    | 5                     | 6                     | 11                    | Адм. устрій |
| 6 | Подільський район            | 7063,6            | 229863          | 32,54                         | 4               | 5               | 285             | 5               | 299             | 12                    | 4                     | 5                     | 3                     | Адм. устрій |
| 7 | Роздільнянський район        | 3564,4            | 104163          | 29,22                         | 1               | 5               | 201             | 2               | 209             | 9                     | 1                     | 5                     | 3                     | Адм. устрій |

## Склад області дореформи
Станом на 1 січня 2012 р. площа області становила 33 310 км2, населення складало 2388,3 тис. мешканців. Одеська область складалась з 26 районів, на її території знаходилось 7 міст обласного (у тому числі 1 місто з районним поділом; а також — з 2016 р. — додатково Балта та Біляївка) та 12 міст районного значення, 33 смт. До складу області входило 1177 (в тому числі 1125 сільських) населених пунктів.
| Герб | Назва (район, місто)           | Площа (км²) | Населення (осіб) | Щільність (осіб/км²) | Міста *  | смт | Села | Селища | Сільради | Розташування | докладніше       |
| --- | ------------------------------ | ----------- | ---------------- | -------------------- | -------- | --- | ---- | ------ | -------- | ------------ | ---------------- |
| | Ананьївський                   | 1,104       | 28 134           | 25.4                 | 1        | 0   | 31   | 0      | 14       |              | адм.-тер. устрій |
| | Арцизький                      | 1,379       | 46 346           | 33.6                 | 1        | 0   | 25   | 1      | 17       |              | адм.-тер. устрій |
| | Балтський                      | 1,317       | 43 158           | 32.7                 | 1        | 0   | 41   | 0      | 24       |              | адм.-тер. устрій |
| | Березівський                   | 1,637       | 34 029           | 20.7                 | 1        | 1   | 63   | 0      | 18 (1)   |              | адм.-тер. устрій |
| | Білгород-Дністровський (місто) | 31          | 50 296           | 1885                 | 1 *      | 2   | 0    |        | (2)      |              | міська рада      |
| | Білгород-Дністровський         | 1,852       | 60 388           | 32.6                 | 0        | 0   | 55   | 2      | 27       |              | адм.-тер. устрій |
| | Біляївський                    | 1,496       | 93 322           | 62.3                 | 1        | 1   | 42   | 6      | 20 (1)   |              | адм.-тер. устрій |
| | Болградський                   | 1,364       | 69 658           | 51                   | 1        | 0   | 21   | 0      | 18       |              | адм.-тер. устрій |
| | Великомихайлівський            | 1,436       | 31 037           | 21.6                 | 0        | 2   | 79   | 1      | 22 (2)   |              | адм.-тер. устрій |
| | Захарівський                   | 956         | 20 178           | 21.1                 | 0        | 2   | 51   | 0      | 11 (2)   |              | адм.-тер. устрій |
| | Іванівський                    | 1,162       | 26 894           | 23,1                 | 0        | 3   | 43   | 0      | 10 (3)   |              | адм.-тер. устрій |
| | Ізмаїльський                   | 1,254       | 52 074           | 41.5                 | 0        | 1   | 22   | 0      | 18 (1)   |              | адм.-тер. устрій |
| | Ізмаїл                         | 53          | 73 336           | 1404                 | 1 *      | 0   | 0    |        | 0        |              | міська рада      |
| | Кілійський                     | 1,359       | 53 713           | 39.5                 | 2        | 0   | 16   | 2      | 13       |              | адм.-тер. устрій |
| | Кодимський                     | 818         | 30 603           | 37.4                 | 1        | 1   | 24   | 0      | 17 (1)   |              | адм.-тер. устрій |
| | Лиманський                     | 1,487       | 69 307           | 46.6                 | 0        | 3   | 60   | 3      | 20 (3)   |              | адм.-тер. устрій |
| | Любашівський                   | 1,100       | 31 179           | 28.3                 | 0        | 2   | 53   | 0      | 14 (2)   |              | адм.-тер. устрій |
| | Миколаївський                  | 1 093       | 16 675           | 15.2                 | 0        | 1   | 45   | 0      | 12 (1)   |              | адм.-тер. устрій |
| | Одеса                          | 162         | 1 014 563        | 6246.54              | 1 *      | 0   | 0    |        | 0        |              | міська рада      |
| | Овідіопольський                | 815         | 71 705           | 87.9                 | 0        | 4   | 21   | 1      | 16 (4)   |              | адм.-тер. устрій |
| | Окнянський                     | 1,013       | 20 522           | 20.2                 | 0        | 1   | 52   | 2      | 14 (1)   |              | адм.-тер. устрій |
| | Подільський                    | 1,037       | 28 038           | 27                   | 0        | 0   | 59   | 2      | 18       |              | адм.-тер. устрій |
| | Подільськ                      | 15          | 40 668           | 2711.2               | 1 *      | 0   | 0    |        | 0        |              | міська рада      |
| | Ренійський                     | 861         | 37 989           | 44.1                 | 1        | 0   | 7    | 0      | 7        |              | адм.-тер. устрій |
| | Роздільнянський                | 1,368       | 57 611           | 42.1                 | 1        | 1   | 82   | 2      | 18 (1)   |              | адм.-тер. устрій |
| | Савранський                    | 618         | 19 823           | 32                   | 0        | 1   | 19   | 1      | 10 (1)   |              | адм.-тер. устрій |
| | Саратський                     | 1475        | 45 933           | 31.1                 | 0        | 1   | 36   | 1      | 22 (1)   |              | адм.-тер. устрій |
| | Тарутинський                   | 1 874       | 42 079           | 22.4                 | 0        | 4   | 47   | 0      | 23 (4)   |              | адм.-тер. устрій |
| | Теплодар                       | 3           | 10 081           | 3360                 | 1 *      | 0   | 0    |        | 0        |              | міська рада      |
| | Татарбунарський                | 1 748       | 39 203           | 22.4                 | 1        | 0   | 34   | 0      | 18       |              | адм.-тер. устрій |
| | Чорноморськ                    | 25          | 59 229           | 2369.1               | 1 *      | 1   | 2    |        | 0        |              | міська рада      |
| | Ширяївський                    | 1 502       | 27 578           | 18.3                 | 0        | 1   | 71   | 0      | 18 (1)   |              | адм.-тер. устрій |
| | Южне                           | 1           | 29 327           | 17215                | 1 *      | 0   | 0    |        | 0        |              | міська рада      |
| | Одеська область                | 33 310      | 2 393 739        | 71.6                 | 12 + 7 * | 33  | 1101 | 24     | 439 (32) |              |                  |
| Примітки: Для міст ОЗ вказується також чисельність міст. Для сільрад у дужках вказується кількість селищних рад. Усього місцевих рад 517, у тому числі 439 сільрад, 32 селищні, 19 міських, 26 районних (окрім того 4 районні у місті Одеса) та обласна рада. |                                |             |                  |                      |          |     |      |        |          |              |                  |

## Історія

### Радянські часи
Першопочатково, 9 лютого 1932 р. Одеська область була утворена в складі 50 адміністративних одиниць:
 міст, безпосередньо підпорядкованих області: Одеса, Зінов'ївське, Миколаїв, Херсон та 46 районів:
 Анатолівський (Тилігуло-Березанський), Андріїво-Іванівський, Антоно-Кодинцівський (Комінтернівський), Арбузинський, Баштанський, Березівський, Бериславський, Біляївський, Благоївський (нац. болгарський), Бобринецький, Велико-Висківський, Велико-Олександрівський, Вільшанський (нац. болгарськ.), Вознесенський, Голованівський, Голо-Пристанський, Гросулівський, Грушківський, Добровеличківський, Доманівський, Жовтневий, Зельцський (нац. німецьк.), Знам'янський, Калініндорфський (нац. євр.), Карл-Лібкнехтівський (нац. німецьк.), Каховський, Криво-Озерський, Любашівський, Ново-Архангельський, Ново-Бузький, Ново-Миргородський, Ново-Одеський, Ново-Український, Очаківський, Першомайський, Роздільнянський, Скадовський, Снігурівський, Спартаківський (нац. німецьк.), Троїцький, Устимівський, Фрунзівський (Захарівський), Хмельовський, Хорлівський, Цебриківський, Цюрупинський.
 Ця постанова набула чинності з 27 лютого 1932 р. після затвердження її Всеросійським Центральним Виконавчим Комітетом. Саме ця дата є днем народження області.
- 27 лютого 1932 р. Біляївський район був ліквідований, а його територію повністю приєднано до території Одеської міськради. З частини Бобринецького району було утворено Братський, а з частини Любашівського — Велико-Врадіївський район.[5][6]
- 11 лютого 1933 р. було відновлено Савранський район.[7][8]
- 7 березня 1933 р. були перейменовані Анатолівський на Тилігуло-Березанський район (Суворове — на Тилігуло-Березанку), Гросс-Лібенталь — на колонію Спартаківку, Захарівка — на м-ко Фрунзівку.[9]
- 4 липня того ж року було утворено Компаніївський (з частини Зінов'євської міськради) та Рівнянський (з частини Новоукраїнського) райони.[10]

```
на кін. 1933 р. — територія (площа) 68,917 тис. км², населення 3411,4 тис. чол.
[
11
]
; районів 50 та міськрад, безпосередньо підпорядковані облвиконкому 4
```

- 10 травня 1934 Губівську сільраду Зінов'ївської міськради перечислено до складу Компаніївського району
- 4 червня 1934 року Джугастрівську сільраду Роздільнянського району перечислено до складу Березівського району;
- До складу Молдавської АРСР передано с. Олено-Корицьке і колгосп «За нове життя» Осипівської сільради Фрунзівського району.

```
на липень 1934 р. — територія 68,917 тис. км², населення 3324,9 тис. чол.
[
17
]
; районів 50, міст, підпорядкованих Одеському облвиконкому 4
```

- Постановами ВУЦВК від 22 січня та 17 лютого 1935 р. було створено ще 20 районів: Аджамський, Біляївський, Благодатнівський, Березнегуватський, Володимирівський, Варваровський, Витязівський, Горностаївський, Гайворонський, Єланецький, Єлизаветградківський, Мостовський, Маловисківський, Нововоронцовський, Привольнянський, Піщано-Бродський, Тишківський, Чаплинський, Ширяївський, Янівський.[18][19] Після цього кількість районів Одеської області зросла до 70-ти.[20]
- У серпні 1935 р. було перейменовано Антоно-Кодинцівський на Комінтернівський район.[21][22]
  - 14 листопада 1935 р. Отрадівську (Одрадове), Уварівську та Вигодянську сільради приміської смуги Одеської міськради перечислено до складу Біляївського району.[23]

```
на кін. 1935 р. — територія 69,182 тис. км², населення 3324,9 тис. чол.
[
24
]
; 70 районів, 4 міста, підпорядкованих облвиконкому
```

- 17 березня 1936 р. колгосп ім. Сталіна (див. нижче 1953 р.) Закревської сільради Троїцького району перечислено до складу Мар'янівської сільради Ширяївського району.
- 25 серпня 1936 р. Журавська (Журівка) сільська рада Жовтневого району перейшла до складу Андрієво-Іванівського району;
 Базилівську та Ольгопольську сільські ради Ново-Бузького району — до Бобринецького району;
 населені пункти ім. Г. І. Петровського та Вапнярка Вербанівської сільської ради Гросулівського району — до складу Роздільнянського;
 селища Червоно-Любецьке, Заповіт та Полтавку Мар'янівської сільської ради Снігурівського району до складу Калініндорфського району;
 161 га землі Біляївського району (колишні землі допоміжного господарства заводу ім. Старостіна) до складу земель колгоспу імени Блюхера Спартаківського району.
- 20 червня 1937 року село Ново-Григор'ївку Ново-Маврівської сільської ради Ширяївського району перечислено до складу Затишанської сільської ради Фрунзівського району.

- У серпні 1937 р. на території приміської зони Одеської міськради було створено Одеський район.[29][30]
- Постановою ЦВК СРСР від 22 вересня 1937 р. з Одеської була виділена Миколаївська область у складі 3 міст обласного підпорядкування: Миколаїв, Херсон, Кірове та 29 районів:[31] Аджамського, Баштанського, Березнегуватського, Бериславського, Бобринецького, Варваровського, Великоолександрівського, Витязівського, Володимирівського, Голопристанського, Горностаївського, Єланецького, Єлизаветградковського, Знам'янського, Калініндорфського, Каховського, Компаніївського, Новобузького, Нововоронцовського, Новоодеського, Очаківського, Привольнянського, Скадовського, Снігурівського, Тилігуло-Березанського, Устинівського, Хорлівського, Чаплинського, Цюрупинського.

```
на кін. 1938 р. — територія 32,9 тис. км², 42 райони та 1 місто, що не входить до складу районів.
[
32
]
```

- у жовтні 1938 р. надано статус міста 2 селищам (Вознесенськ і Новоукраїнка) та віднесено до категорії смт 5 населених пунктів (Роздільна, Гайворон, Мала Виска, Ульянівка та Помічна).

- На підставі Указу Президії Верховної Ради СРСР від 10 січня 1939 р. до Кіровоградської області відійшли 10 районів: Велико-Висківський, Добровеличківський, Маловисківський, Новоархангельський, Новомиргородський, Новоукраїнський, Піщано-Бродський, Ровнянський, Тишківський, Хмельовський.[34][35]

- 27 січня 1939 колгосп «Більшовик» Лідіївської сільради (Лідіївка) Мостовського перечислено до Доманівського р-ну

```
на березень 1939 р. — районів 32, місто, що не входить до складу районів 1.
[
34
]
```

- 26 березня 1939 року було ліквідовано Благоївський (болгарський), Зельцський, Карл-Лібкнехтовський, Спартаківський (німецькі) національні райони[36] (при розформуванні Карл-Лібкнехтівського району Зульцька, Гальбштадська, Шенфельдська, Карл-Лібкнехтовська, Катеринентальська, Карлсруевська, Іоганестальська сільради передані до Варварівського району Миколаївської області);
 тоді ж утворено Веселинівський та Овідіопольський район.[34][37]

1 жовтня 1939
- с. Нерубайське з міської зони м. Одеса — включено до Одеського району і утворено Нерубайську с/р
- Кубанська с/р (Кубанка) Янівського району — перепідпорядковано до Одеського району
- с. Іванівка (на північ Роздол) Мостовського району — до Березівської с-щної ради Березівського району
- Любо-Олександрівська с/р (Любо-Олександрівка — Олексіївка) В.-Врадіївського району — до Андрієво-Іванівського району
- 30 грудня 1939 р. Гольмянська сільрада Любашівського р-ну передана до Балтського р-ну МАРСР.

- в 1940 р. Первомайськ віднесено до категорії міст обласного підпорядкування.

```
на травень 1940 р. — територія 27,0 тис. км², районів 30, міст обласного підпорядкування 2.
[
40
]
```

- У 1940 р. після того, як до СРСР було приєднано Бессарабію, більша частина її території увійшла до новоствореної Молдавської РСР[41], а 3 повіти — Аккерманський, Ізмаїльський і Хотинський — до складу УРСР (перші два утворили в 1940 р. Ізмаїльську область).
- 13 серпня 1940 р. до Одеської області було приєднано 8 районів: Ананьївський, Балтський, Валегоцуловський, Кодимський, Котовський, Красноокнянський, Піщанський, Чорнянський[42], які із 12 жовтня 1924 р. належали Молдавській АРСР.

```
на поч. 1941 р. — територія 31,7 тис. км², районів 38, міст обласного підпорядкування 2.
[
43
]
[
44
]
```

- 11 лютого 1941 року с. Львів Іванівськох сільради Арбузинського району перечислено до Романо-Балківської сільради Первомайського району.[45]
- У 1941—1944 роках під час німецько-румунської окупації територія області входила до складу губернаторства Трансністрія (повіти Ананьївський, Балтський, Березівський, Голтянський, Дубосарський, Овідіопольський, Одеський, Рибницький, Тираспольський) та Генеральної округи Миколаїв (Гайворонський, Первомайський і Вознесенський ґебіти).
- У березні 1944 р. до Миколаївської області відійшли Арбузинський, Благодатнівський, Братський, Веселинівський та Вознесенський райони.[46][47]

```
на січень 1945 р. територія області складала 27172 км²; населення – 1143 тис. осіб; міст обласного підпорядкування – 2, міст районного підпорядкування – 2, сільських районів – 33
[
48
]
```

- 25 травня 1945 р. із Андріїво-Іванівського було виділено новий Миколаївський район.[49][25]
- 15 грудня 1945 р. Гросуловський р-н був перейменований на Великомихайлівський, Валегоцуловський — на Долинський, а Янівський — на Іванівський.[50][25]
  - 1 лютого 1945 та 7 вересня 1946 р. була перейменована значна кількість сіл, сільрад і т. інш.[51][52][25]

```
на 1946–47
[
53
]
–49
[
54
]
 рр. — територія 27,9 тис. км², 34 райони та 2 міста обласного підпорядкування.
```

- 5 травня 1949 р. Грушківський р-н було перейменовано в Ульяновський.[55]

```
на поч. 1951 р. — територія 27,9 тис. км², 34 райони, 2 міста обласного підпорядкування.
[
56
]
```

- 31 серпня 1953 року перечислено с. Лідівка Шабельницької сільради Жовтневого району до складу Червонокутської сільради Андрієво-Іванівського району;
- [тоді ж] с. Байбузівка, Басул, Сталіно та Красне Валентинівської сільради (Валентинівка) Ширяївського району — до складу Долинської Третьої сільради Долинського району (12.09.1967 р. села Байбузівка, Басул і Степове (до 13.12.1961 х. Сталіна) об'єднані в один населений пункт — село Байбузівка; останній знято з обліку 1995 року)
- 1 вересня 1953 р. Агафіївська сільська рада Велико-Врадіївського району перечислена до складу Любашівського району (с. Краснівка Агафіївської сільради — до складу Краснопільської сільради Велико-Врадіївського району).

- 15 лютого 1954 р. Президія Верховної Ради СРСР своїм Указом затвердила подання Президії Верховної Ради УРСР про ліквідацію Ізмаїльської області і передачу її території до складу Одеської.[61]

Отже, приєднувалось 13 районів: Арцизький, Болградський, Бородинський, Кілійський, Лиманський, Новоіванівський, Ренійський, Саратський, Старокозацький, Суворівський, Тарутинський, Татарбунарський, Тузлівський та міста Ізмаїл, Білгород-Дністровський, Вилкове.
 Внаслідок об'єднання Одеська область стала найбільшою в Республіці. Її територія складала 40,3 тис. км², а населення — 2051,2 тис. чол. Це значно перевищувало середньореспубліканські показники. (І тому було прийнято рішення про передачу частини районів Одеської області сусіднім регіонам — Миколаївській та Кіровоградській областям.)
- У лютому 1954 р. від Одеської області до Миколаївської відійшли м. Первомайськ (Миколаївська область), Велико-Врадіївський, Доманівський, Кривоозерський, Мостовський, Первомайський райони, а до Кіровоградської — Вільшанський, Гайворонський, Голованівський, Ульянівський райони.[62][63]

```
на березень 1954 р. — територія 33,2 тис. км², районів 38, міст обласного підпорядкування 4.
[
64
]
```

- 28 листопада 1956 року Багатянська, Бросківська, Новонекрасівська, Озерненська, Саф'янівська та Старонекрасівська сільські ради Суворівського району передані в підпорядкування Ізмаїльській міській раді;
- тим же рішенням Баннівська і Кам'янська сільради Болградського району передані до складу Суворівського району;
- тоді ж Колісненська сільрада Саратського району передана до Тузлівсмького району.

- 22 травня 1957 р. передано Івашківську та Пиріжнянську сільські Ради Чечельницького району Вінницької обл. до складу Кодимського району Одеської обл.[66]
- 07 червня 1957 р. Чорнянський та Красноокнянський були об'єднані в один Красноокнянський район[67],
 тим же Указом Президії ВР УРСР місто Вилкове віднесено до категорії міст районного підпорядкування з включенням його до складу Кілійського району[68] (з 13.12.1951 місто обласного підпорядкування[69]).

- 5 жовтня 1957 р. Лощинівську сільраду Болградського району передано в підпорядкування Ізмаїльській міській Раді.

- 28 листопада 1957 р. було ліквідовано Долинський (до Ананьївського та Котовського), Піщанський (до Балтського та Савранського) та Троїцький райони (до Ананьївського, Любашівського та Ширяївського районів).[67][71]
 Лиманський р-н у відповідності з назвою його центра перейменовано на Білгород-Дністровський район.[71]

```

Адм.-тер. поділ Одеської області, 1958

на поч. 1958 р. — територія 33,1 тис. км², населення 1943 тис. чол.
[
72
]
; районів 34, міст обласного підпорядкування 3
```

- 15 січня 1958 р. Петрівську сільраду Ананьївського району передано до Котовського району.
- 7 березня 1958 року Криничківська та Ухожанська сільради Савранського району перейшли до складу Балтського району.
 26 березня 1958 р. Деленську сільраду Новоіванівського району передано до Арцизького району.

```
на поч. 1959 р. — територія 33,1 тис. км², районів 34, міст обласного підпорядкування 3.
[
75
]
```

- 21 січня 1959 р. було ліквідовано Андріїво-Іванівський (до Миколаївського), Жовтневий (до Березівського, Цебриківського та Ширяївського) та Тузлівський райони (до Білгород-Дністровського, Саратського та Татарбунарського районів)[67],
 тоді ж райцентр Суворівського району був перенесений у м. Ізмаїл і район отримав відповідну назву Ізмаїльського.[76]
- У цьому ж році було передано Волівську сільську Раду (с. Волова) до складу Балтського району Одеської області.[77]

```
на квітень 1960 р. — територія 33,1 тис. км², населення 2027,8 тис. чол.
[
78
]
; районів 31, міст обласного підпорядкування 3
```

- 12 червня 1961 року Новоандріївська та Чернокутська сільські ради Миколаївського району передані до складу Ширяївського району.

```
на 1961
[
80
]
–62 рр. — територія 33,1 (33,2
[
81
]
) тис. км², населення (на 1962 р.
[
67
]
) 2083 тис. чол.; 31 район, 3 міста обласного підпорядкування
```

- 28 квітня 1962 р. Андріївська сільрада Старокозацького району передана до складу Білгород-Дністровського району.

- У грудні 1962 р. загальна кількість районів скоротилася з 31 існуючих до 14
 (у правій частині після дефісу першим у списку переліку районів (якщо їх 2–3) іде район, до якого приєднано колишній райцентр скасованого району):[83][84][85]

1. Бородинський район увійшов до складу Тарутинського,
2. Арцизький — до Тарутинського та Татарбунарського районів (м. Арциз в адмін. підпорядкування Білгород-Дністровської міськради),
3. Великомихайлівський — до Фрунзівського та Роздільнянського районів,
4. Іванівський — до Комінтернівського та Роздільнянського,
5. Кілійський — до Ізмаїльського (Кілія — місто обл. підпорядкування, Вилково в адмін. підпорядкування Кілійської міськради)
6. Кодимський — до Балтського,
7. Красноокнянський — до Котовського,
8. Миколаївський — до Березівського та Любашівського,
9. Новоіванівський — до Болградського та Ізмаїльського,
10. Овідіопольський — до Біляївського,
11. Одеський — до Біляївського та Комінтернівського,
12. Ренійський — до Болградського,
13. Савранський — до Любашівського та Балтського,
14. Саратський — до Татарбунарського, Білгород-Дністровського та Тарутинського районів,
15. Старокозацький — до Білгород-Дністровського,
16. Цебриківський — до Роздільнянського, Березівського та Фрунзівського районів,
17. Ширяївський — до Ананьївського, Березівського та Фрунзівського районів.

- Каланчацьку сільраду Болградського району передано до складу Ізмаїльського району;
 Баннівську сільраду Ізмаїльського району передано до складу Болградського району.

- Зміна меж районів в період між реформами 1962 та 1965 рр.[84]:
  - 4 січня 1963 р. с. Вільне Дмитрівської сільради Болградського району в підпорядкування Рівнянській сільраді Тарутинського району.[86]
  - 29 березня 1963 року Качурівська та Петрівська сільська рада Ананьївського району передані до складу Котовського району (30.12.1962 були передані до Ананьївського району[83]);
 Карабанівська та Мар'янівська сільська рада Котовського району — до складу Фрунзівського району.[87]

```
на квітень 1963 р. — територія 33,1 тис. км², населення 2110 тис. чол.
[
88
]
; 14 районів, 8 міст обласного підпорядкування
```

- Міста обласного значення (з кін. 1962 — поч. 1963): Одеса (з підпорядкованим смт Іллічівськ), Балта, Білгород-Дністровський (з смт Арциз; з 04.01.1963 — місто районного підпорядкування), Ізмаїл, Кілія (з підпорядкованим містом Вилкове), Котовськ, Рені і Роздільна.

- 17 травня 1963 року передані населені пункти: села Верхня Юрківка та Новосавицьке і селища Багнет (нині у смузі с. Юрківка) та Зелений Садок (околиці с. Новосавицьке) Тростянецької сільради Фрунзівського району — до складу Роздільнянського району,
 с. Гор'єве (нині в смузі с. Розкішне) Чапаєвської сільради Роздільнянського району — до складу Фрунзівського району.
- 25 квітня 1964 р. с. Прямобалка Кам'янської сільради Татарбунарського району передано до складу Теплицької сільради Тарутинського району.

- У січні–лютому 1965 р. у зв'язку з розукрупненням районів Президія Верховної Ради УРСР своїм Указом відновила діяльність 6 районів: Великомихайлівський, Кілійський, Кодимський, Миколаївський, Саратський та Ширяївський райони.[91][92]
  - Баштанківську та Загнітківську[93] сільради Крижопільського району Вінницької обл. передано до складу Кодимського району Одеської області;
  - Яснопільську сільраду[94] Доманівського району Миколаївської обл. — до складу Березівського району Одеської області;
  - с. Копи[95] Миколаївської сільради Миколаївського району Одеської обл. передано до складу Доманівського району Миколаївської області з підпорядкуванням села Володимирівській сільській Раді.
  - Передано сільради: Антонівську (Антонівка) Ширяївського району — до складу Березівського району;
 Кам'янську Балтського району — до складу Любашівського району;
 Новокапланівську Саратського району — до складу Тарутинського району;
 Новоселівську Ізмаїльського району — до складу Кілійського району;
 сільради Фрунзівського району: Бранкованівську та Малігонівську — до складу Ширяївського району,
 Соше-Острівську — до складу Великомихайлівського району.

```
На 1965 рік — територія 33,3 (33,2
[
96
]
) тис. км², населення 2192,8 тис. чол.
[
97
]
; 20 районів та 5 міст обласного підпорядкування
```

- Міста обласного підпорядкування (з 04.01.1965): Одеса (з смт Іллічівськ), Білгород-Дністровський, Ізмаїл, Котовськ, Рені.[91]
- Указом Президії Верховної Ради УРСР «Про утворення нових районів Української РСР» від 8 грудня 1966 р. були утворені 5 нових районів: Арцизький, Іванівський, Красноокнянський, Овідіопольський та Савранський райони.[98]
- 20 грудня 1966 року змінено межі районів[99]:
  - Троїцьку сільраду Ананьївського району передано до складу Любашівського району
  - Забарівську, Ройлянську та Фараонівську сільради Білгород-Дністровського району, Михайлівську та Сергіївську сільради Татарбунарського району, село Введенка Вознесенської Першої сільради Арцизького району — до складу Саратського району (з підпорядкуванням с. Введенка Світлодолинській сільраді)
  - Каланчацьку сільраду Болградського району — до складу Ізмаїльського району
  - Приозерненську та Старотроянівську сільські ради Ізмаїльського району — до складу Кілійського району
  - Нерушайську та Струмківську сільради Кілійського району — до складу Татарбунарського району
  - Новоандріївську та Червонокутську сільради Миколаївського району — до складу Ширяївського району
  - села Бочманівка, Тимотинівка[100] (12.09.1967 р. об'єднане з с. Бочманівка) Ставрівської сільради Красноокнянського району — до складу Котовського району (з підпорядкуванням Новоселівській сільраді)
  - село Долинівка Новоселівської сільради Саратського району — до складу Арцизького району (з підпорядкуванням Павлівській сільраді)

```
на 1967 рік — територія 33,3 тис. км², населення 2282,1 тис. чол.; 25 районів, 5 міст обласного підпорядкування
```

- 17 березня 1969 р. відновився Ренійський район[101][102] (з 10.12.1966 існував як Ренійська міська рада обласного підпорядкування
 з 7 підпорядкованими сільськими радами[103][104]).
  - 22 квітня 1969 року Новокапланівську сільраду Тарутинського району передано до складу Арцизького району.[105]
  - 18 січня 1971 р. Петропавлівську сільраду Тарутинського району передано до складу Саратського району.[106]

```
На 1972 рік — територія 33,3 тис. км², населення 2444,9 тис. чол.; 26 районів, 4 міста обласного підпорядкування
```

- 12 квітня 1973 р. Іллічівську надано статус міста обласного значення.[107]
  - 19 жовтня 1976 р. села Богнатове та Бурдівка Іванівського району передані в підпорядкування Єгорівської сільради Роздільнянського району.[108]
  - 22 березня 1977 року Олександрівська селищна Рада із складу Овідіопольського району передана в підпорядкування Іллічівській міській раді.[109]

```
На 1979 рік — територія 33,3 тис. км², населення 2544 тис. чол.; 26 районів, 5 міст обласного підпорядкування
```

- 25 лютого 1981 року смт Южне Комінтернівського району було підпорядковане Суворовській районній раді міста Одеси.[110]
- 3 вересня 1985 р. смт Теплодар Біляївського району передано в підпорядкування Центральній районній Раді м. Одеси.[111]

```
На 1987 рік — територія 33,3 тис. км², населення 2612 тис. чол.; 26 районів та 5 міст обласного підпорядкування
```

### Часи незалежної України
- 16 січня 1992 року Міняйлівську і Старосільську сільради Тарутинського району передані до складу Саратського району.

- 3 лютого 1993 р. смт Южне віднесено до категорії міст обласного підпорядкування.[112]

- 13 вересня 1994 року Мардарівську сільраду Ананьївського району передано до складу Котовського району.

- 17 червня 1997 р. смт Теплодар — місто обласного підпорядкування.[112]
- У серпні 1999 року до складу Молдови (згідно з Додатковим протоколом до Договору з Україною) передана прибл. 480-метрова берегова лінія території Одеської області прилеглої до селища Джурджулешти під будівництво порту.

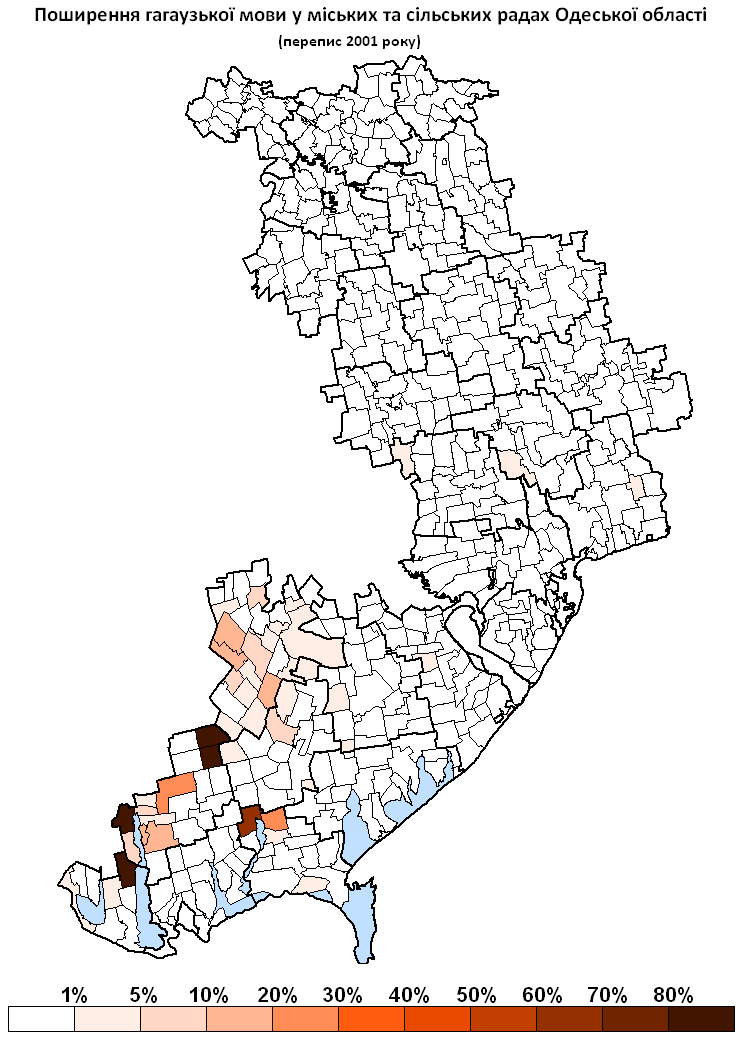
Адміністративно-територіальний поділ Одеської області (2001): сільради і райони

- 17 січня 2002 року остров Зміїний був включений до складу Кілійського району.[114]
- 7 лютого 2002 року змінено межі міста Одеси за рахунок земель Усатівської сільради Біляївського району (насамперед санаторію «Хаджибей» разом з парком), Красносільської і Крижанівської сільради Комінтернівського району, Авангардівської селищної та Таїровської селищної ради Овідіопольського району.[115]
 з 1 січня 2003 року в м. Одесі замість 8 міських районів утворено 4.[116]
  - окрім того у 2000-х роках були змінені межі (у бік збільшення) міст Біляївка і Южне (березень та липень 2000 р.), Іллічівськ та Білгород-Дністровський (липень 2003 р.), Котовськ (грудень 2005 р.[117]);
 а також міст Іллічівськ та Роздільна (у 1987–88 рр.)[112] та Арциз (2020);
 разом з тим змінені межі (у бік зменшення) відповідних районів.

```

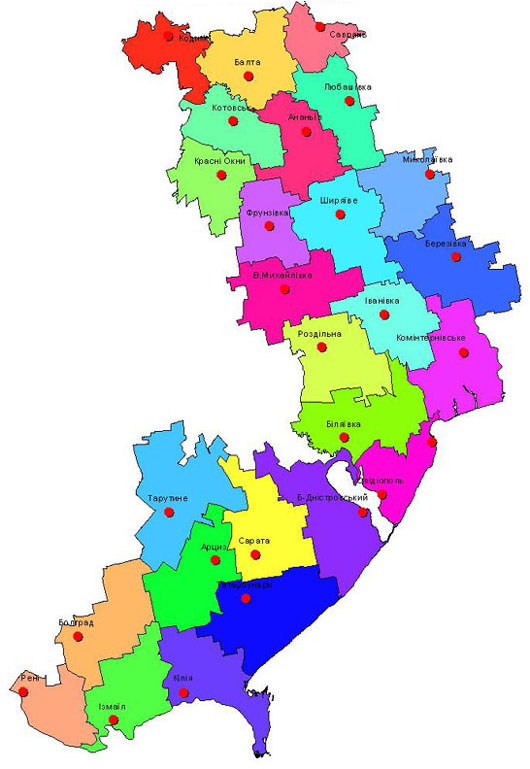
Адміністративно-територіальний поділ Одеської області станом на 2006 рік

На 2005 рік — територія 33,3 тис. км², населення (на 2001) 2455,6 тис. чол.; 26 районів, 7 міст обласного підпорядкування
```

- У червні 2011 року (de jure з 2001 р.) зі складу Молдови (згідно з Додатковим протоколом до Договору з Україною) передано 7,7-кілометрову ділянку дороги Одеса — Рені E87 (М15) в районі села Паланка, що з'єднує південну і північну частини Одеської області (в північний обхід Дністровського лиману).

```
На 2012 рік — територія 33,3 тис. км², населення 2388,3 тис. чол.; 26 районів та 7 міст обласного підпорядкування
```

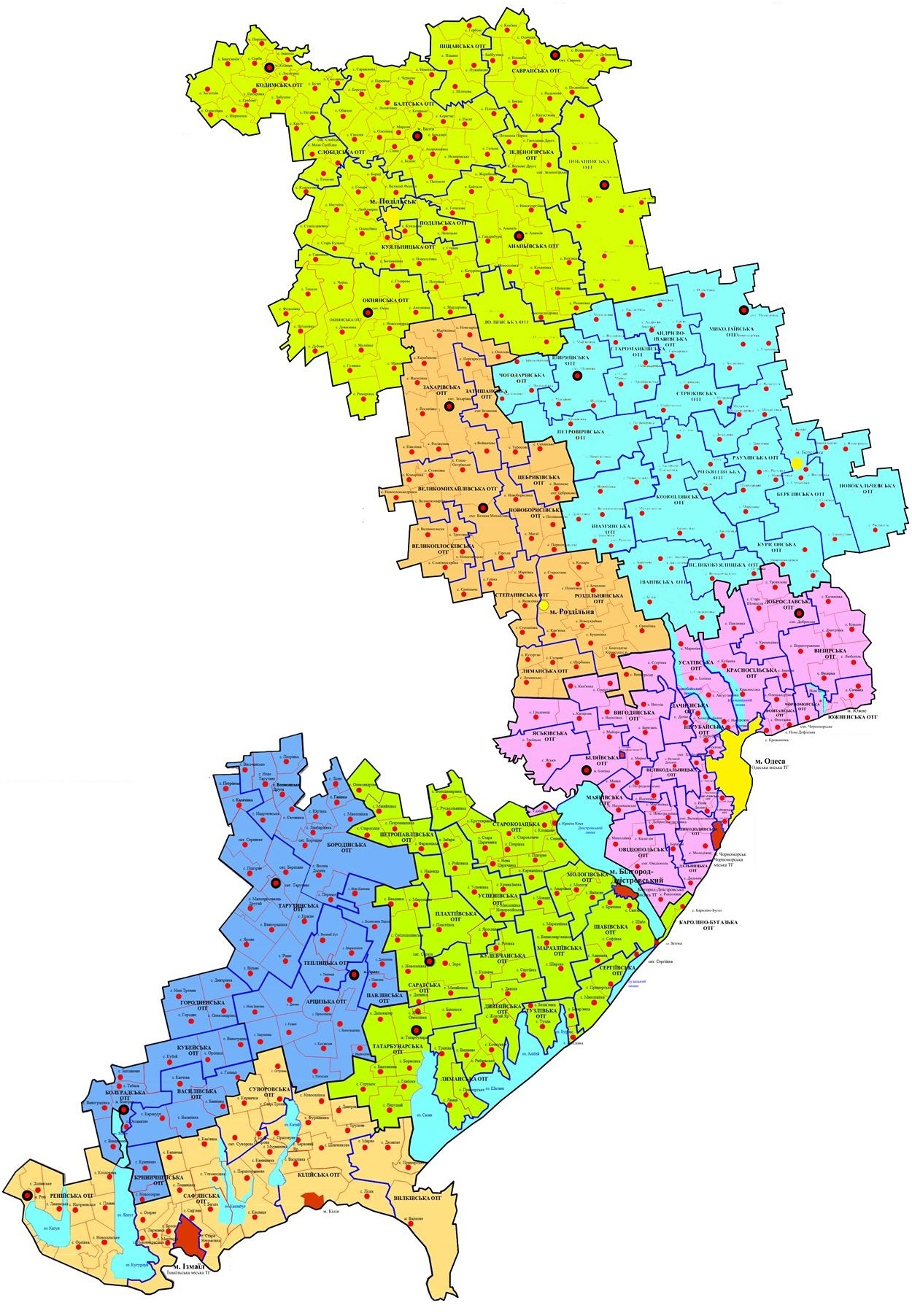
Мапа Одеської області 2020 р.

- з 2015 р. проводиться адмін.-тер. реформування з утворенням територіальних громад.
- У січні-лютому 2016 року міста Біляївка і Балта віднесені до категорії міст обласного значення та
 м. Іллічівськ перейменоване на Чорноморськ.[112]
- У травні 2016 р. у рамках декомунізації Котовський перейменовано на Подільський район, Красноокнянський — на Окнянський, і Фрунзівський — на Захарівський (з відповідним перейменуванням райцентрів), та
 у червні 2016 р. Комінтернівський р-н Одеської області перейменовано на Лиманський район.[112]
  - також була перейменована значна низка сіл, сільрад і т. інш.
- 17 липня 2020 року у рамках адмін.-тер. реформи утворено 7 нових районів (районів-повітів):[112][118]

1. Біляївський, Лиманський, Овідіопольський та Одеська міськрада утворили Одеський район
2. Подільський, Ананьївський, Балтський, Кодимський, Любашівський, Окнянський і Савранський — Подільський район
3. Березівський, Іванівський, Миколаївський та Ширяївський — Березівський район
4. Роздільнянський, Великомихайлівський та Захарівський — Роздільнянський район
5. Білгород-Дністровський, Саратський та Татарбунарський — Білгород-Дністровський район
6. Болградський, Арцизький та Тарутинський — Болградський район
7. Ізмаїльський, Кілійський та Ренійський — Ізмаїльський район

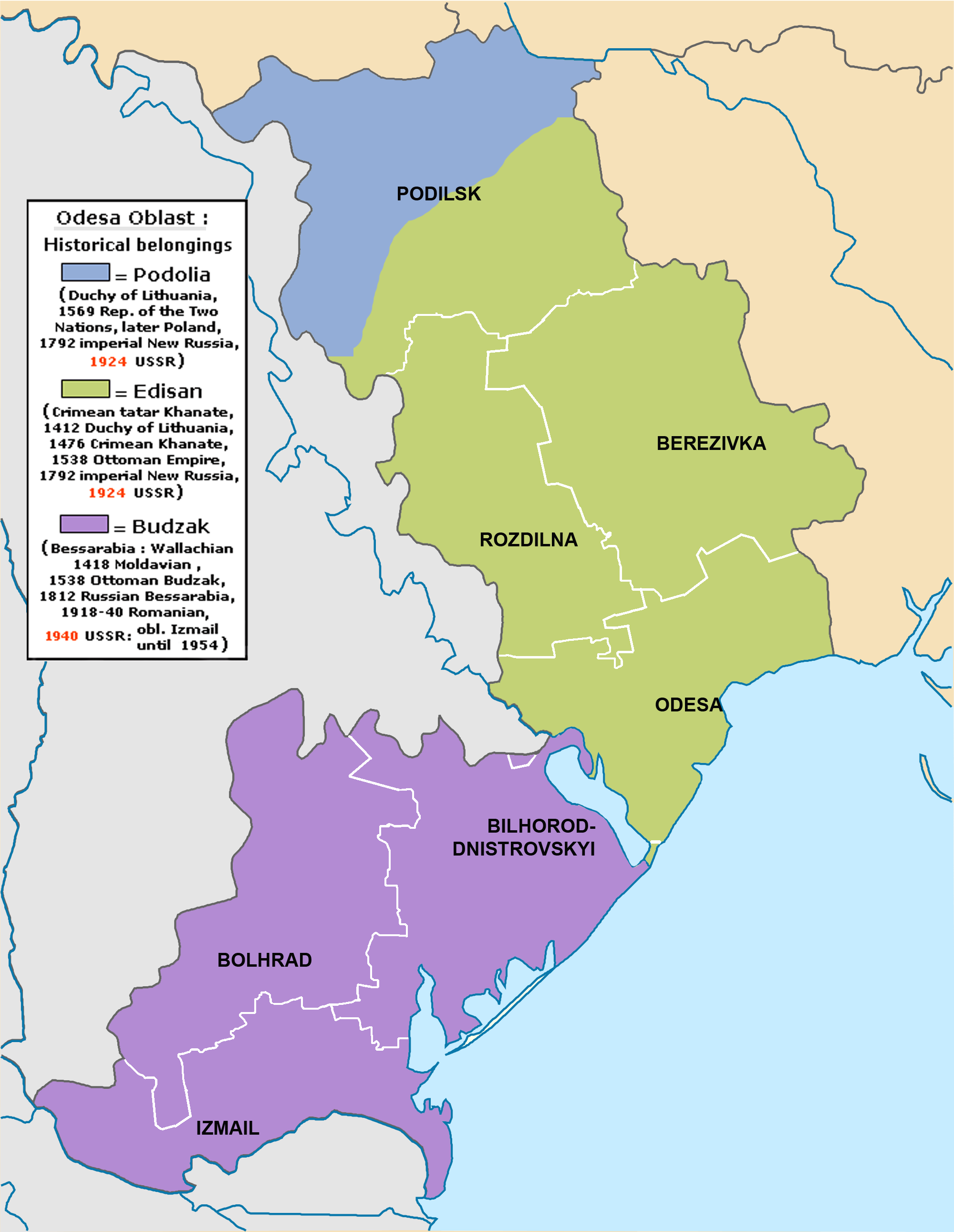
Історичне утворення області
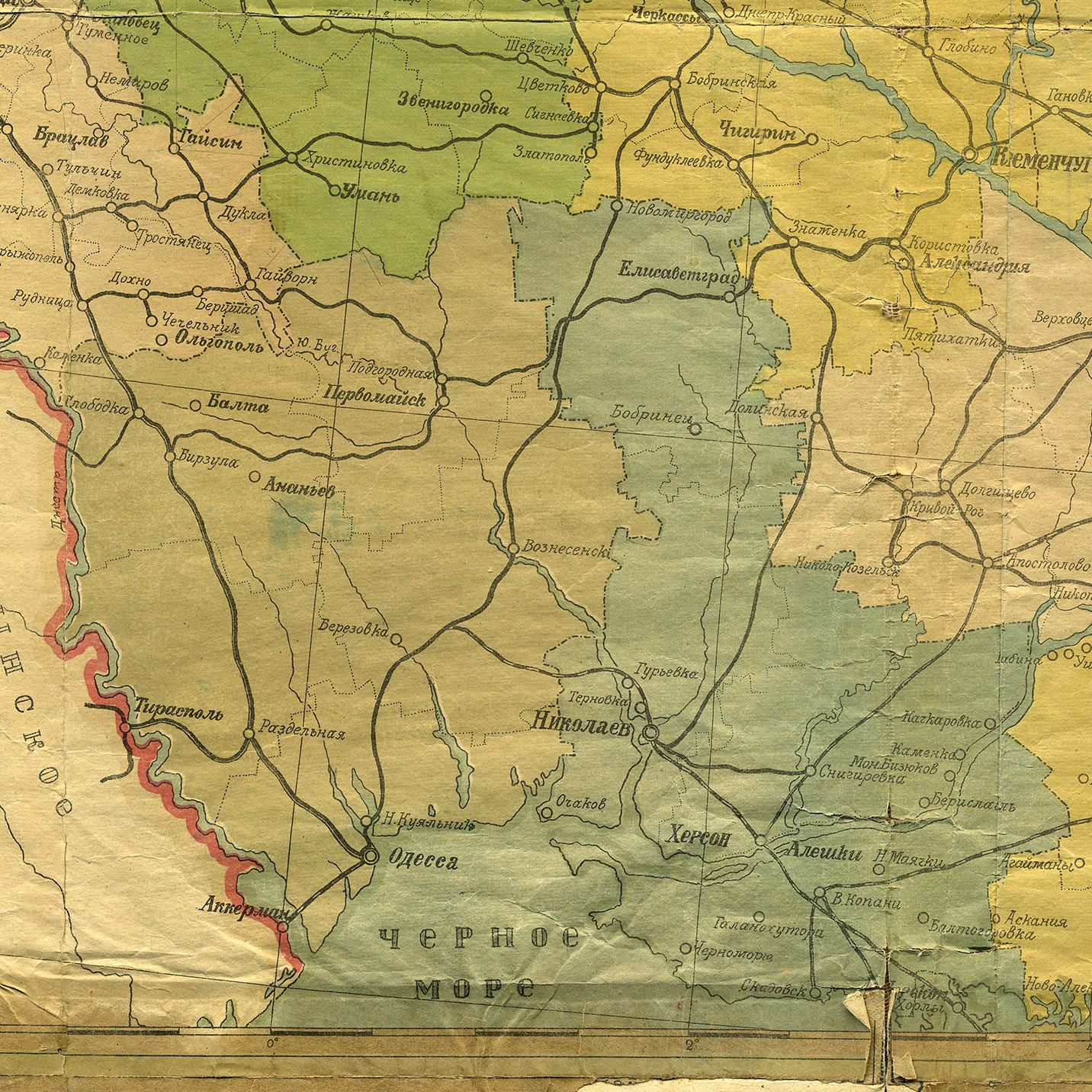
Карта Одеської та Миколаївської губерній, 1921
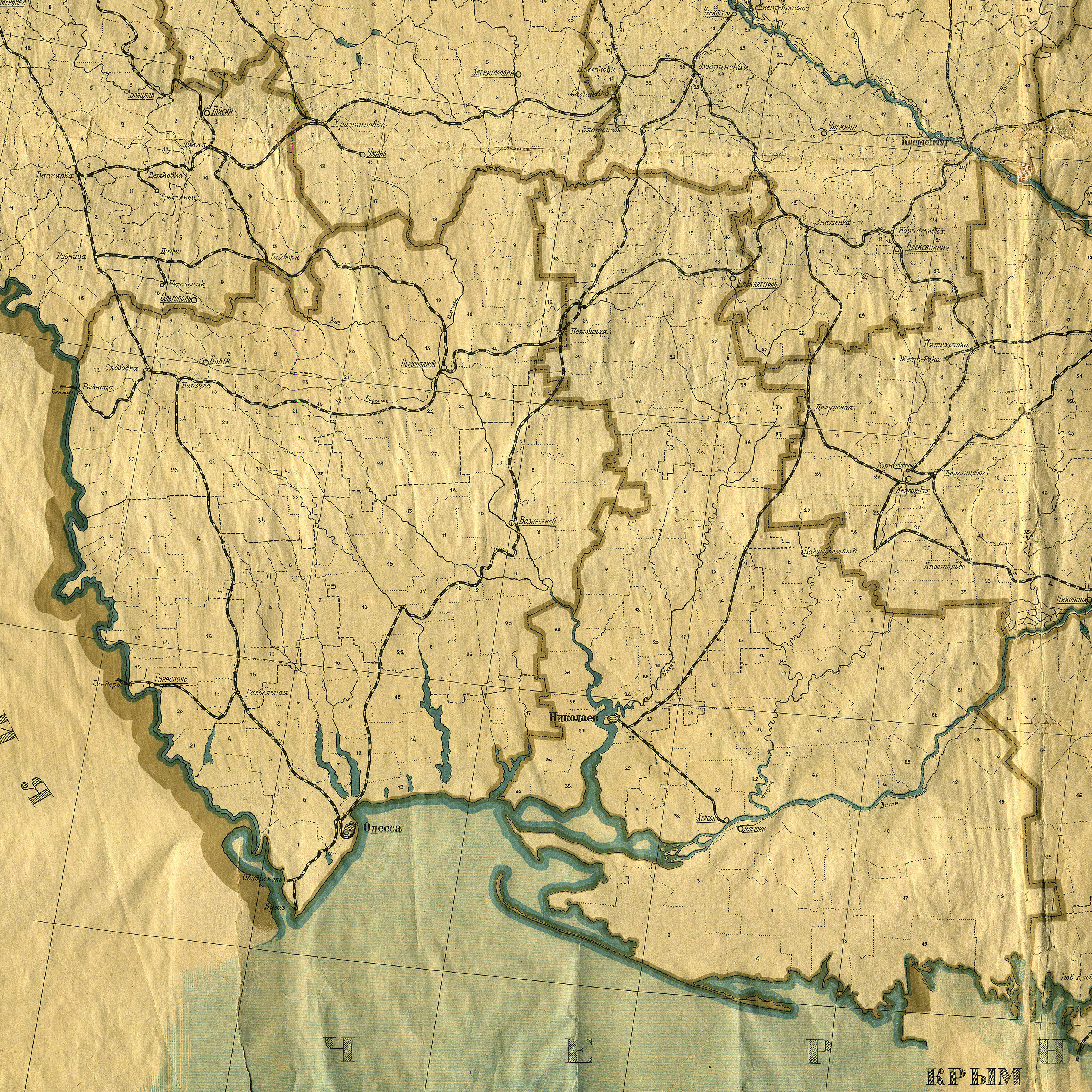
Карта Одеської та Миколаївської губерній, 1921
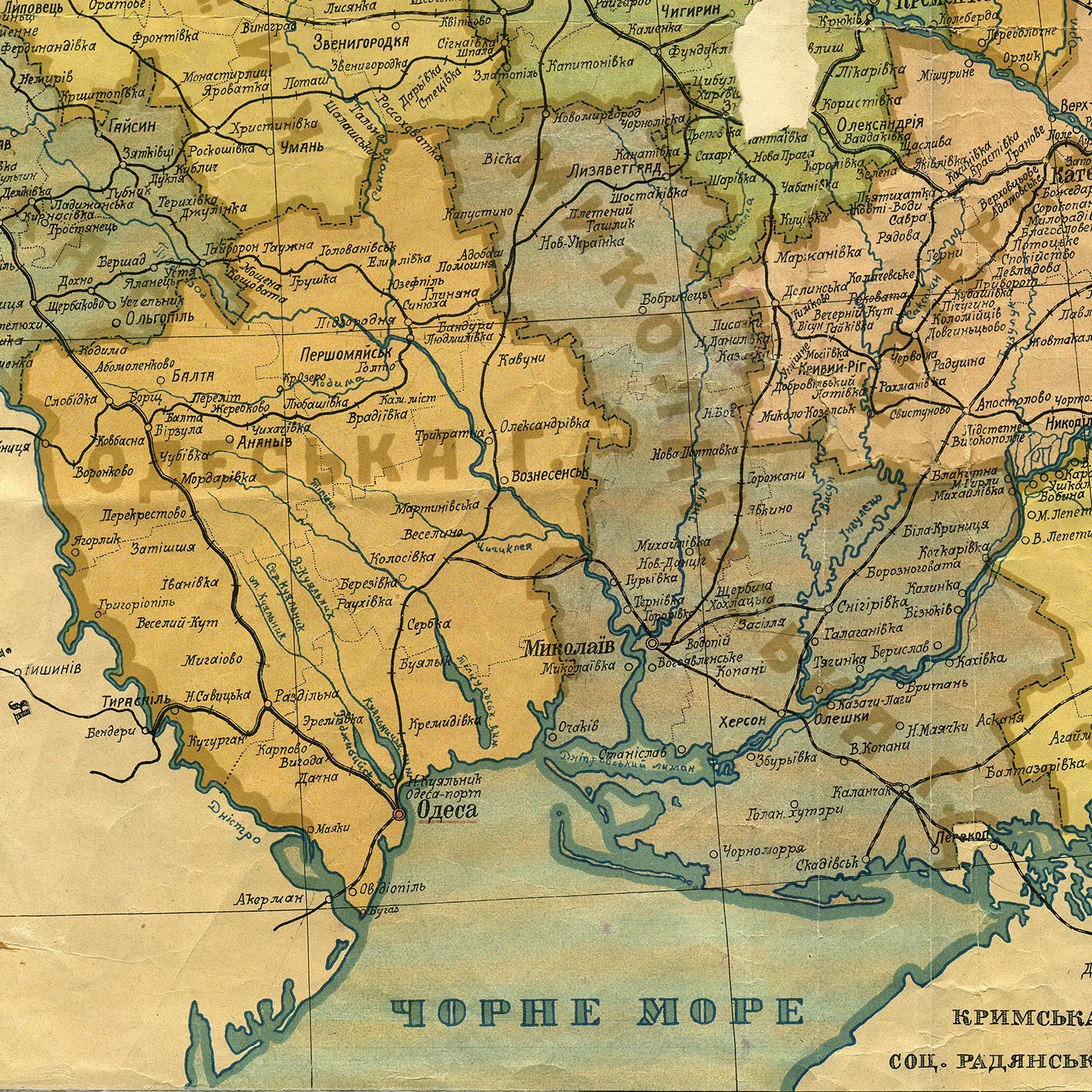
Карта Одеської та Миколаївської губерній, 1922
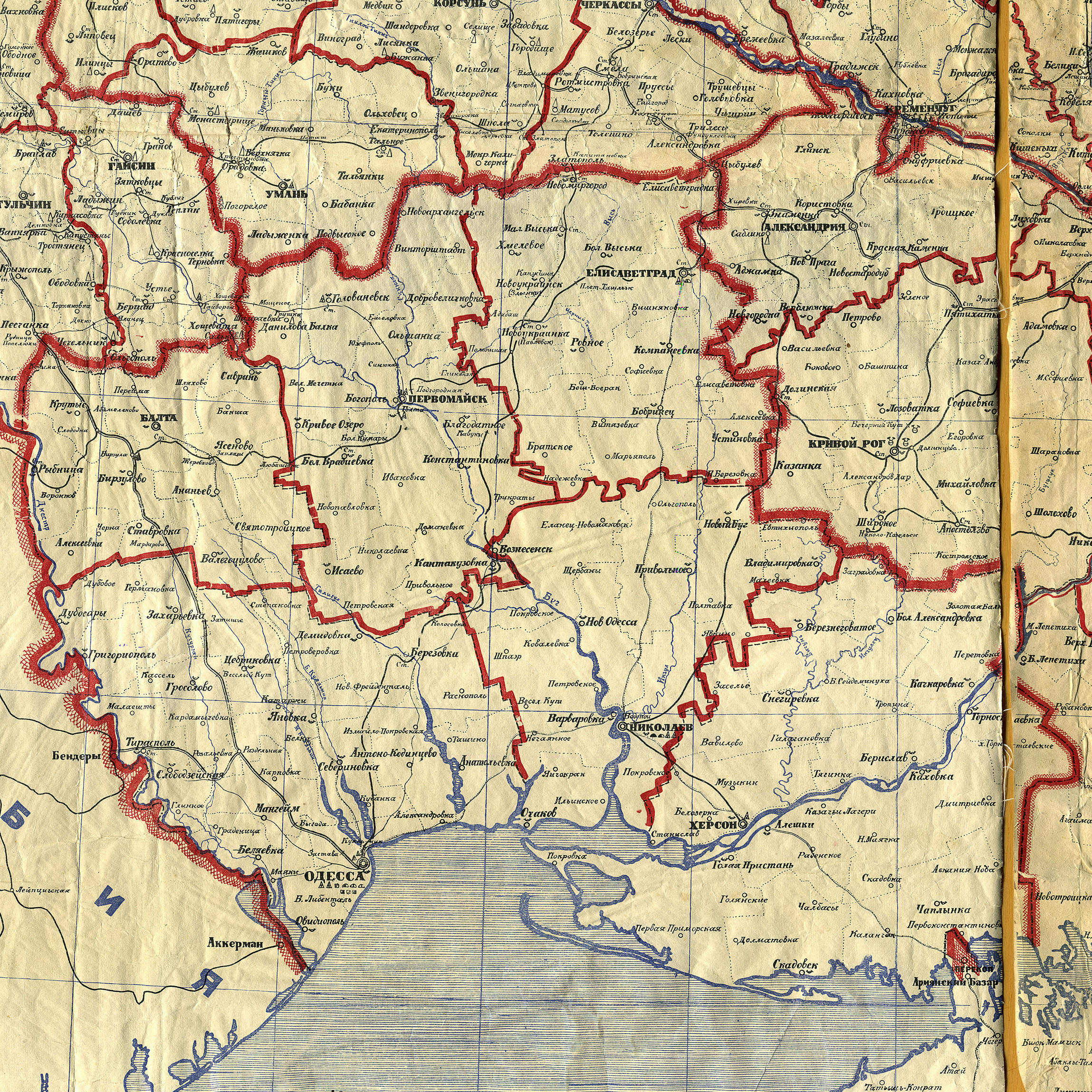
Карта Одеської губернії, 1923
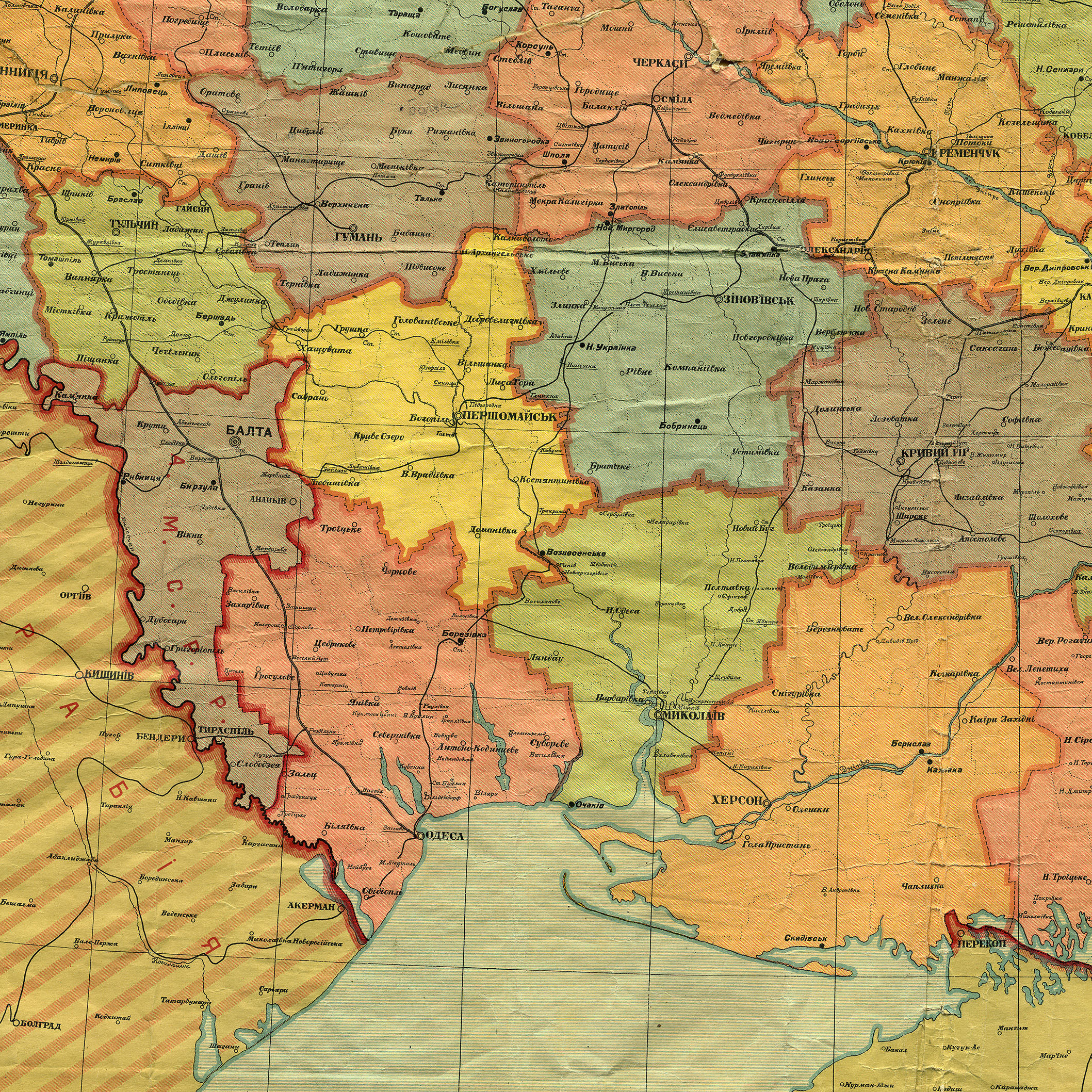
Територія колишньої Одеської губернії на карті Української СРР, адміністративні межі станом на 1 жовтня 1925
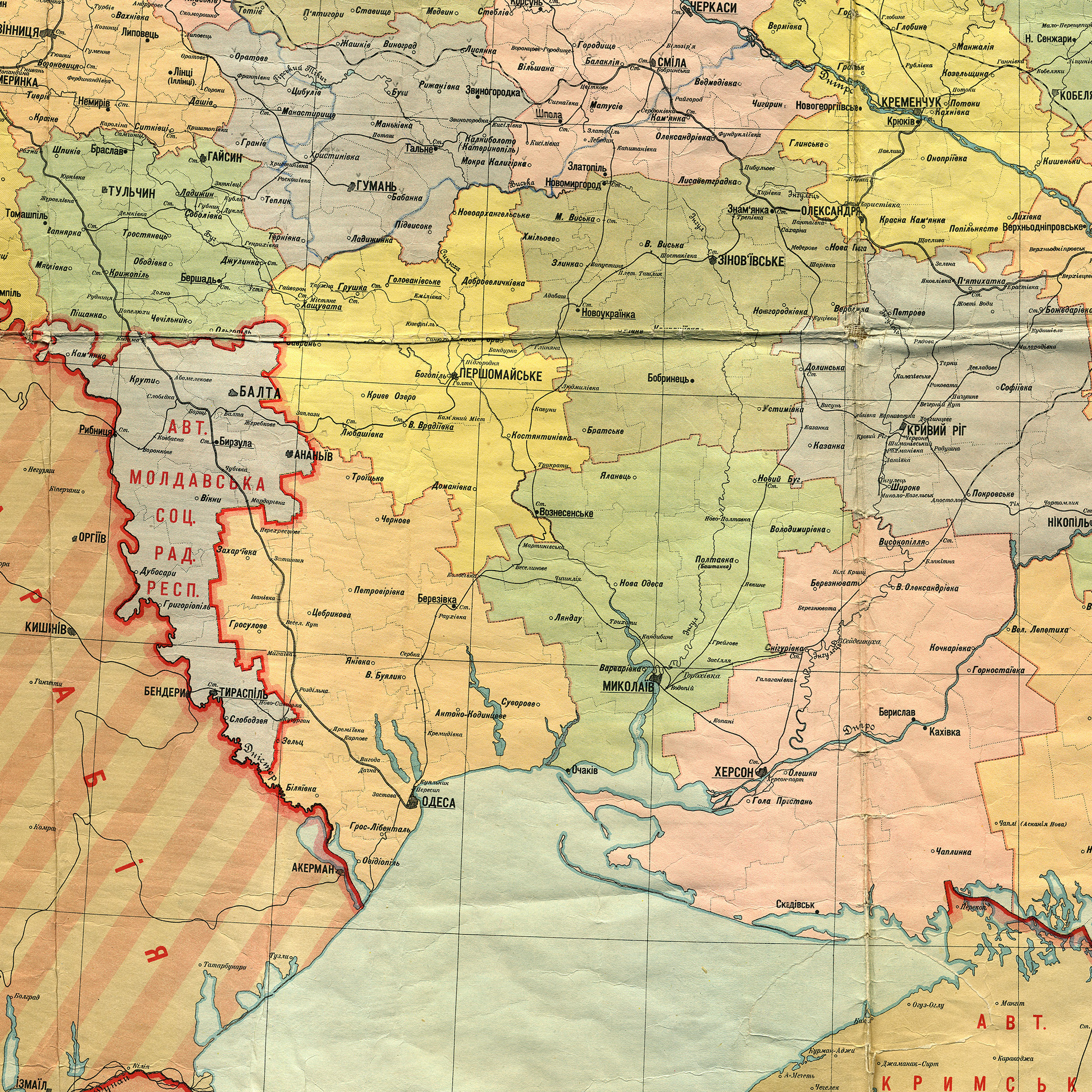
Територія колишньої Одеської губернії на карті Української СРР, адміністративні межі станом на 1 березня 1927
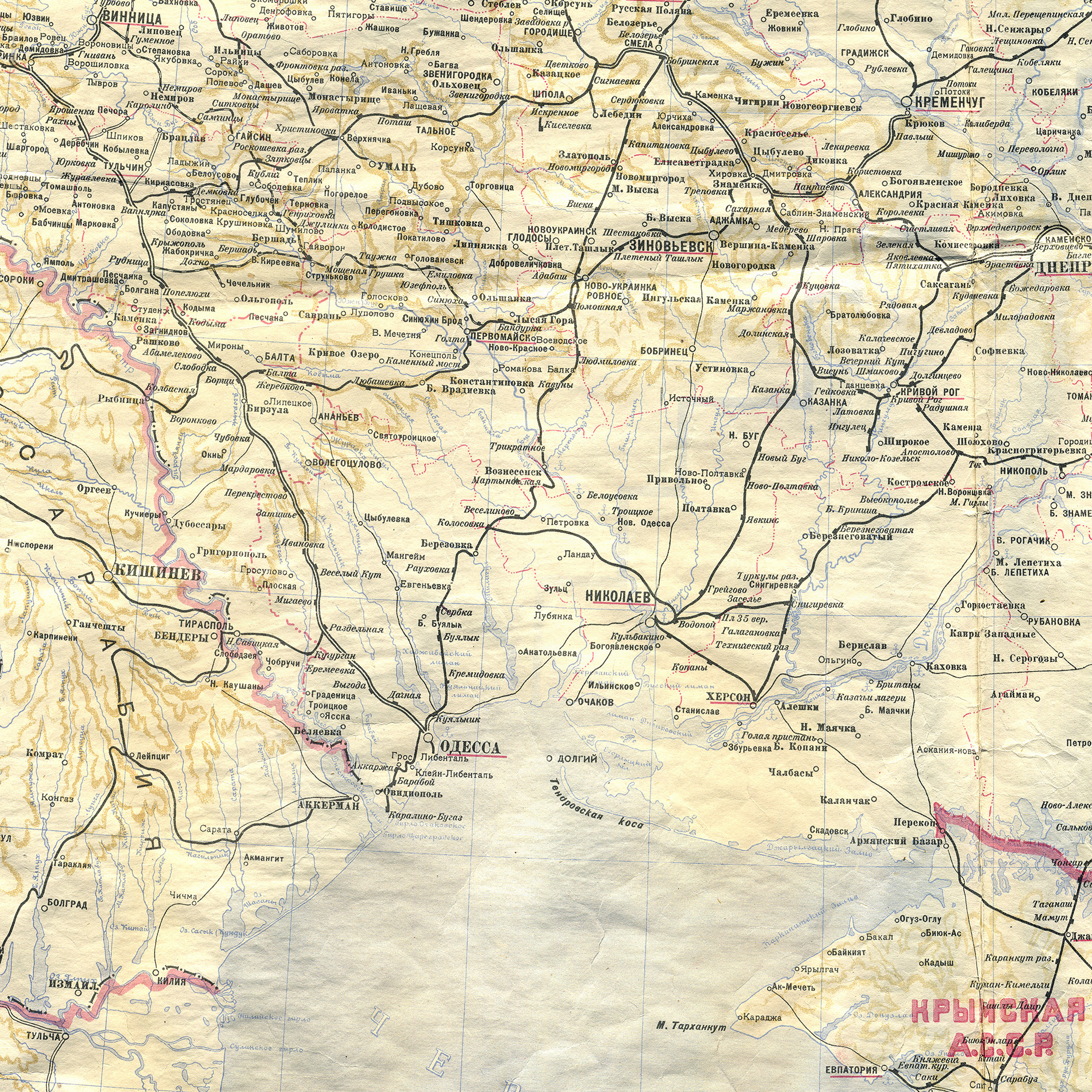
Територія колишньої Одеської губернії (з округами), адміністративні межі станом на 1 липня 1928
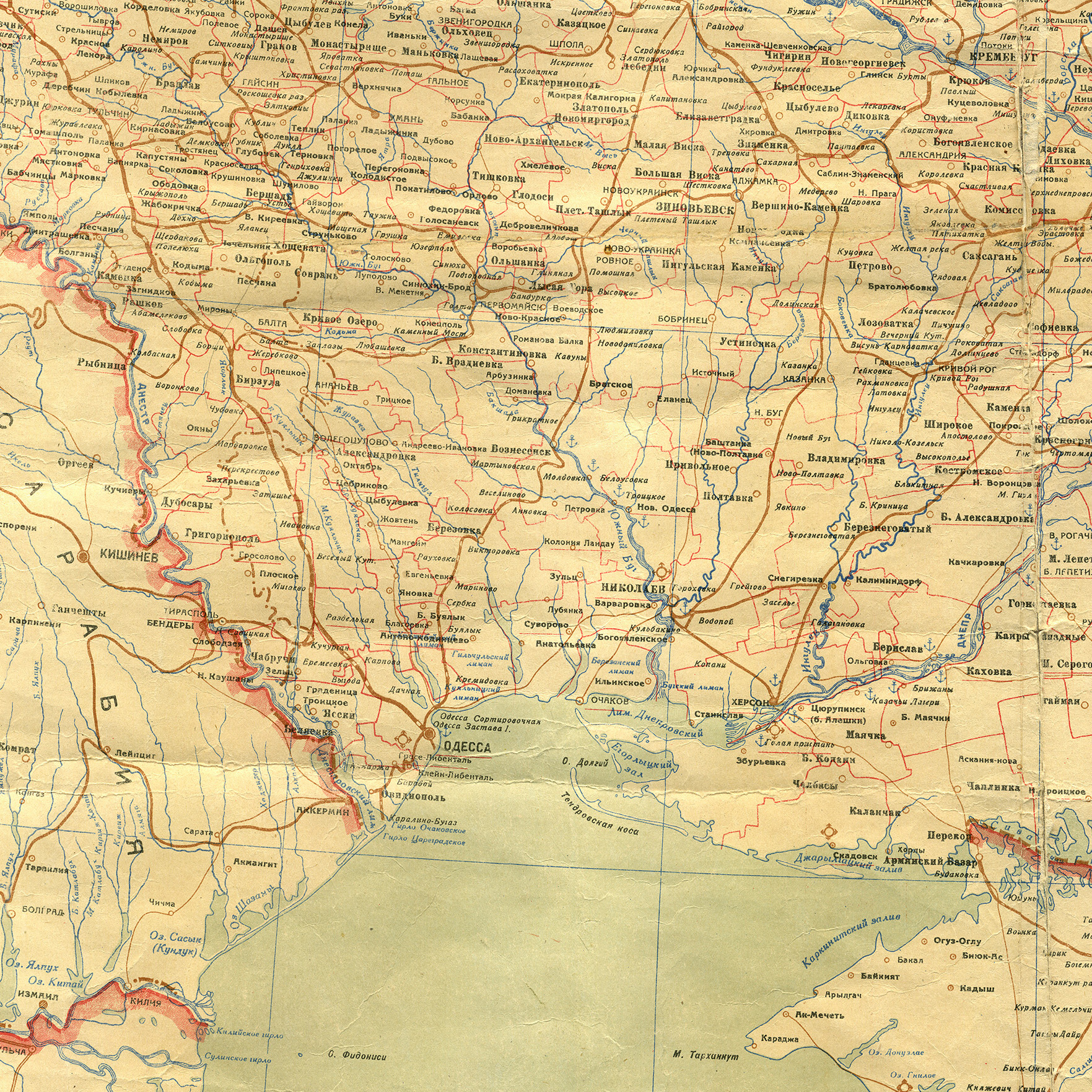
Територія майбутньої Одеської області, адміністративні межі станом на 1 січня 1932
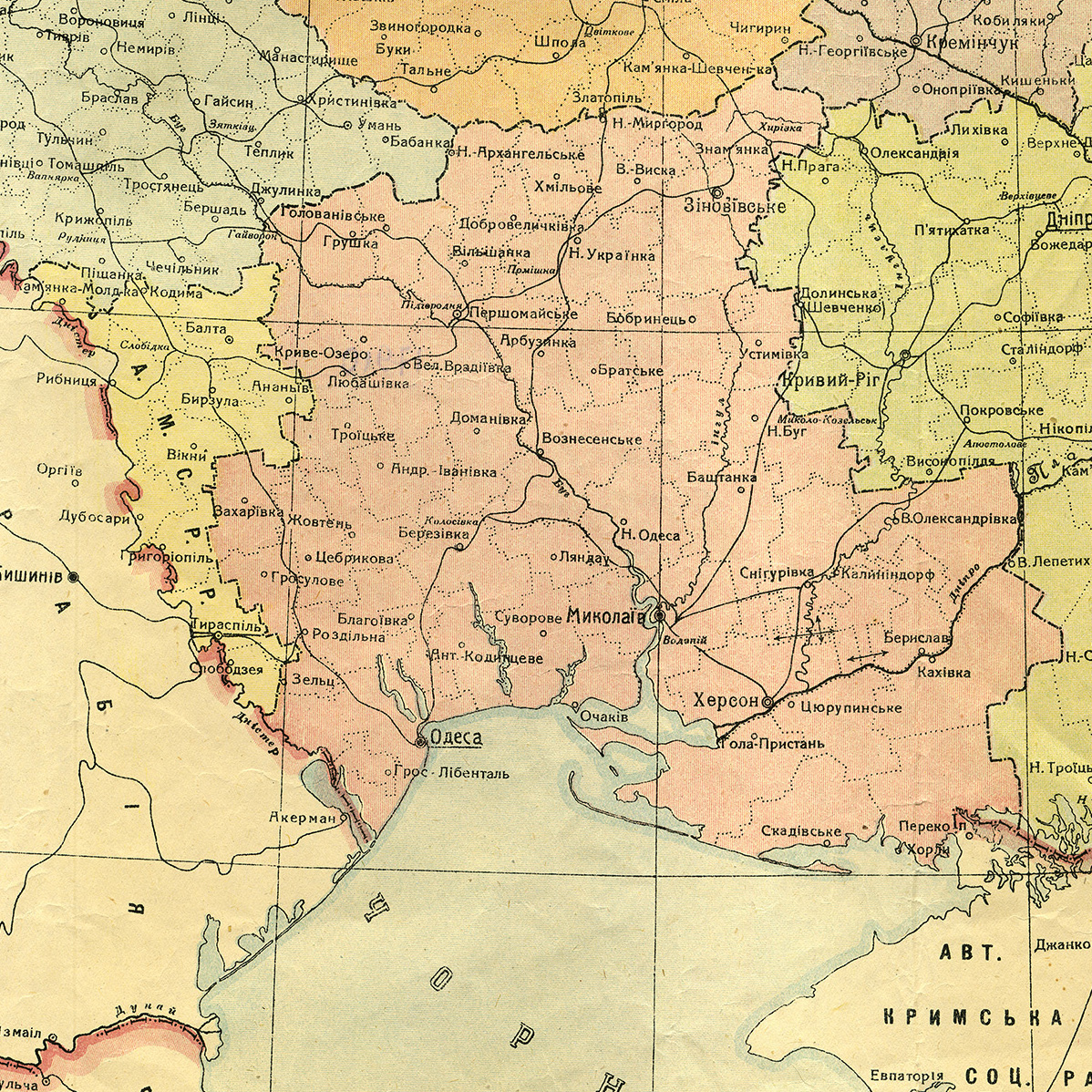
Карта Одеської області, адміністративні межі станом на 20 березня 1932
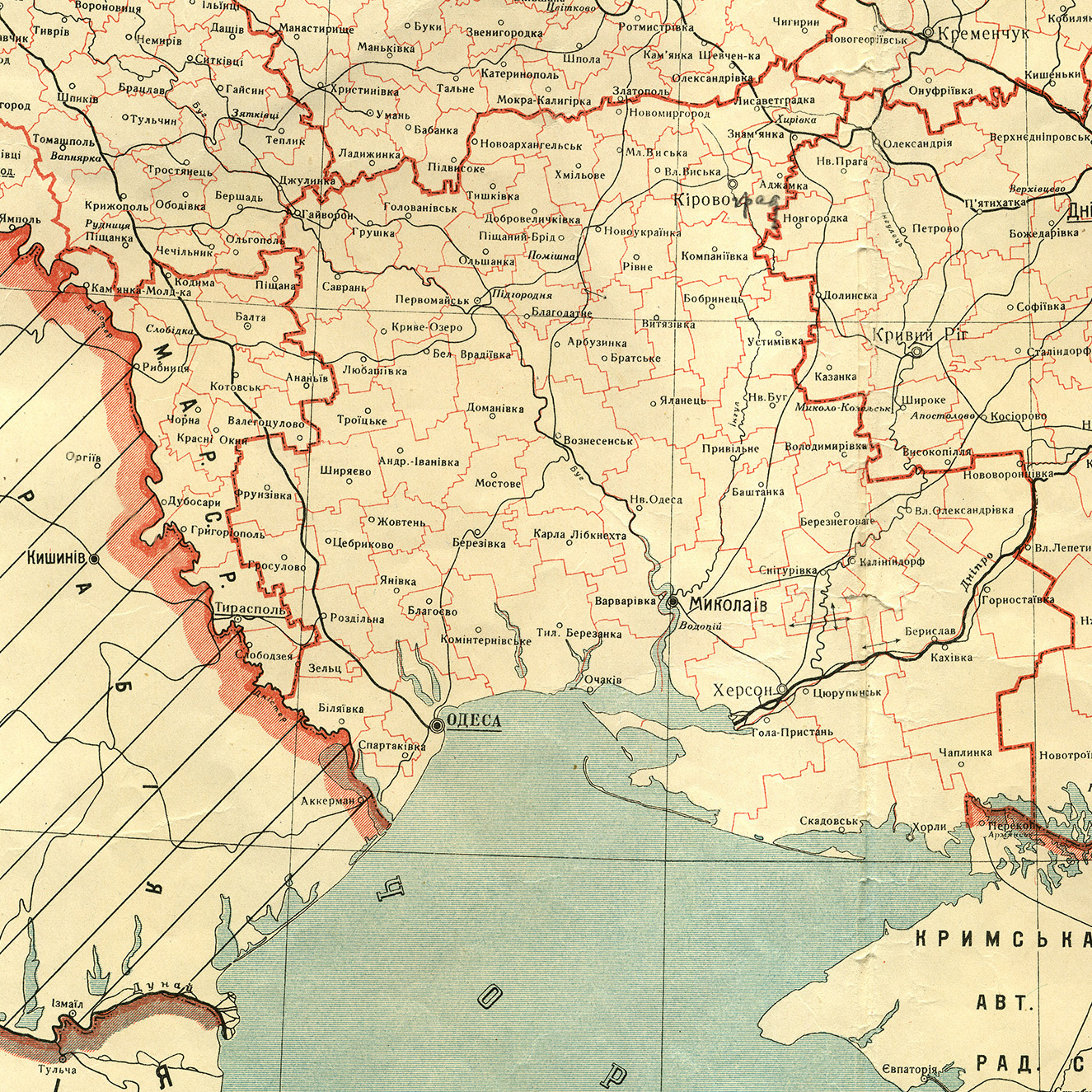
Карта Одеської області, адміністративні межі станом на 15 січня 1937
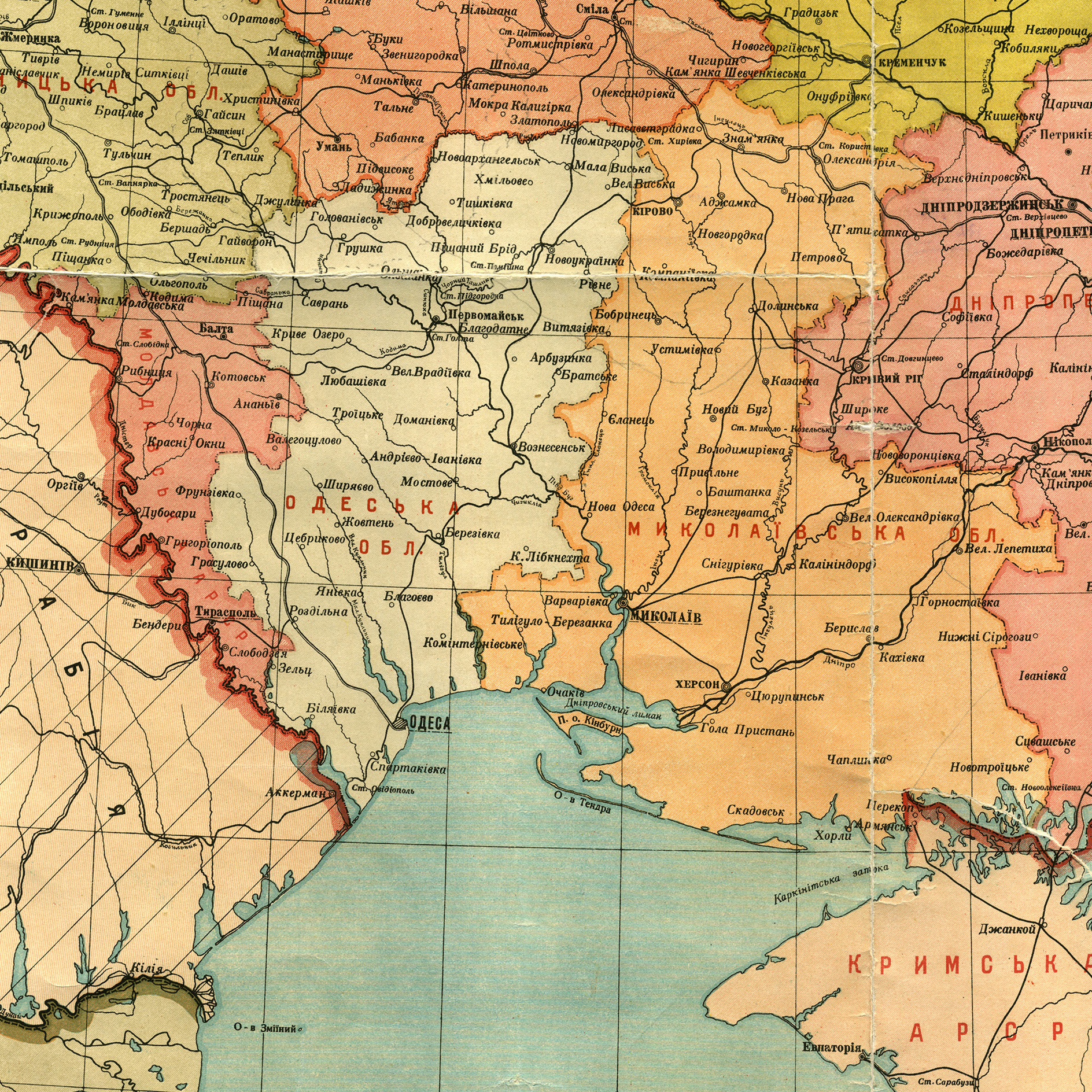
Карта Одеської області, 1938
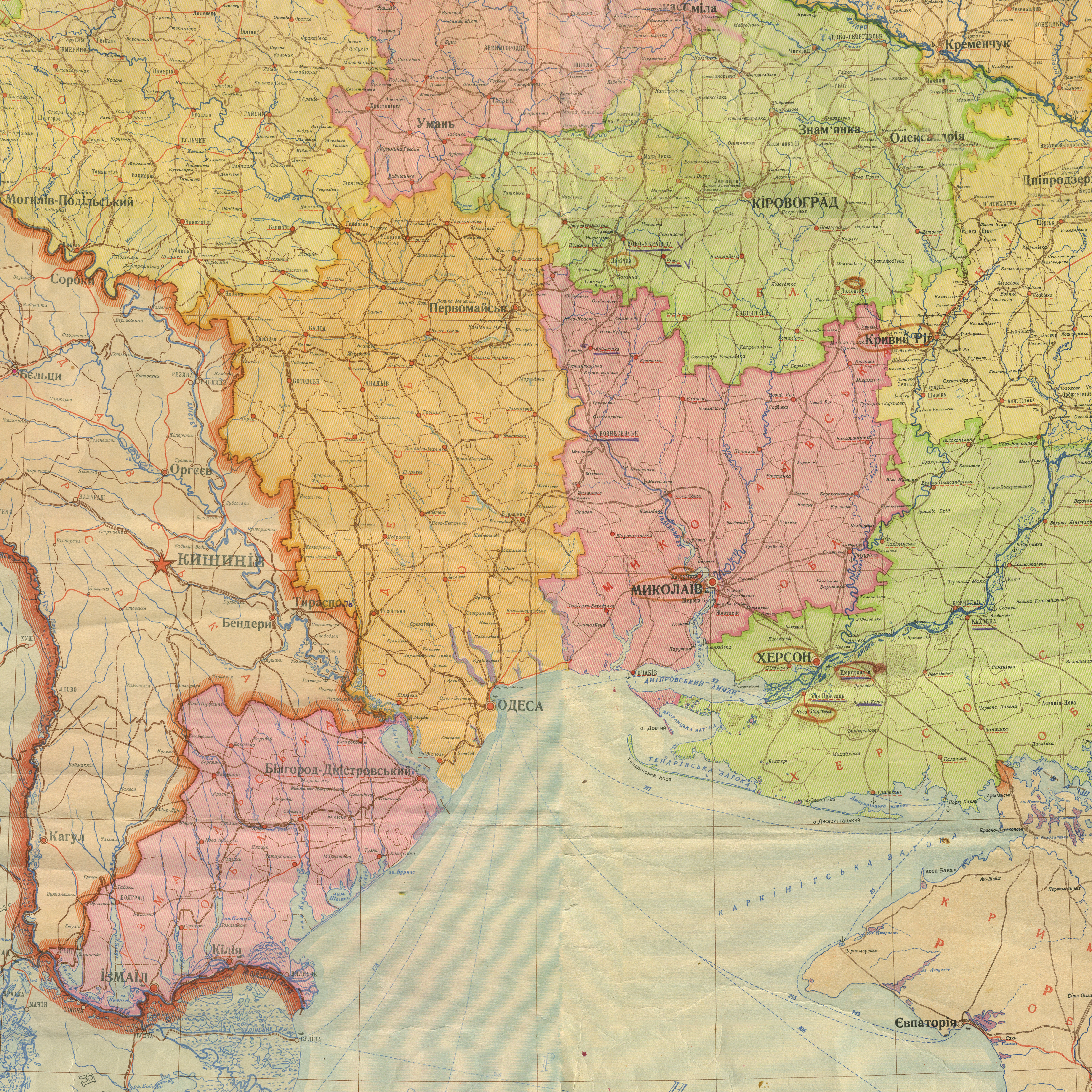
Карта Одеської області, адміністративні межі станом на 1 листопада 1947